# ンチェウ県
ンチェウ県 (ンチェウけん、Ntcheu) は、マラウイ中部州の県で、3424 km2の面積と47万4464人の人口を擁する。中心となる都市の名称もンチェウ（Ntcheu）である。

## 地理
北側がデッザ、北東側がマンゴチ (Mangochi)、東側がバラカ(Balaka)、南側がムワンザ、西側がモザンビークのアンゴニア (Angónia)及び ツァンガノ (Tsangano|Tsangano) の各district(県)に囲まれている。
大地溝帯の西側の段差にまたがるように位置しているため、東部の標高の低い地域と中部の高地では地理条件が大きく異なる。

## 交通
主要な道路は、国道1号線（通称「M1」で、リロングウェ、ブランタイヤ等主要都市を結んでいる）が南北方向に貫通し、東部では、マラウイ湖に沿っている国道5号線（通称「M5」）がンチェウディストリクト中部まで通っており、M1に合流している。（いずれも片側1車線でアスファルト舗装である）。

## 主要な町
- Ntcheu, Lizulu, Mlangeni, Biriwiri, Tsangano, Bwanje, Manjawira

## その他
- ンチェウの町には、銀行、病院、官公庁、ガソリンスタンド、スーパーマーケット、市場等がある。
- ンチェウの北西訳10kmのビリウィリ（Biriwiri）には、モザンビークとの出入国管理事務所がある。